# Вискулі
Вискулі (біл. Віскулі) — мисливська садиба в центрі Біловезької пущі (у білоруській частині), приблизно 8 км від польського кордону.
У 1950-ті роки у Вискулях був побудований комплекс будівель, що служив мисливською резиденцією керівників колишнього СРСР, а тепер Білорусі.
7-8 грудня 1991 року тут були підписані Біловезькі угоди про припинення існування СРСР і утворення Співдружності Незалежних Держав (СНД). Після цієї події Вискулі отримали світову популярність. 